# Surte
Surte est une localité de la commune d'Ale dans le comté de Västra Götaland en Suède.
Sa population était de 6 454 habitants en 2019.